# Joomla!
Joomla!（ジュームラ）はオープンソース、自由ソフトウェアのコンテンツ管理システムである。
スワヒリ語の"Jumla"を語源としており、一斉に、全体としてという意味が込められている。

## 歴史
- 2005年9月 - Mamboから派生したJoomla!が公開される。
- 2008年2月 - Joomla! 1.5.0が公開される。ランゲージパックをインストールするだけで全43言語でのサイト運営が可能となった。
- 2012年1月24日 - Joomla! 2.5.0が公開される。当初は、1.8.0と命名される予定であった。しかし、2011年8月9日、長期サポート＝LTS (Long Term Support) 対応のものを X.5 と表記する新たな規則を導入することが発表され、名称が変更された。このバージョンより、Microsoft SQL Serverにも対応した。
- 2012年9月27日 - Joomla! 3.0が公開される。PostgreSQLに対応した他、Twitter Bootstrapとも連携可能に。
- 2014年12月31日 - Joomla! 2.5 のサポートが終了した。
- 2016年3月21日 - Joomla! 3.5 が公開される。
- 2021年8月21日 - Joomla! 4.0 が公開される。9年間の開発期間を経て、Bootstrap 5 ならびに Font Awesome アイコンの標準搭載、 jQuery をコアモジュールから完全に廃止する対応などが行われた。同時に 3 系統からの移行を推進するための 3.10 が公開される。[2]

## 特徴
PHPで記述され、MySQLデータベースなどを使う多言語に対応したコンテンツ管理システム。複数の人数でブログなどのコンテンツの作成や管理、認証を使った会員向けページ、Eコマース、投票、サイト内検索、RSSフィード等様々な機能を利用することができる。
2012年3月現在、3,102の政府関連サイト（世界）がJoomlaで構築されている。Joomla! 2.5バージョンより標準で多言語対応機能、ダイナミックな閲覧や権限制限のコントロール機能、マルチカテゴリ機能、擬似マルチサイト機能などが追加されている。最近は、スマートフォンやタブレットPCなどに自動対応するレスポンシブなテンプレートも登場してきている。

## 動作環境
- Webサーバ : Apache 2.0必須、2.4以降推奨 / IIS7以降 / Nginx 1.0必須、1.8以降推奨
- データベース : MySQL 5.1必須、5.5.3以降推奨 / SQL Server 10.50.1600.1以降 / PostgreSQL 8.3.18以降必須、9.1以降推奨
- PHP : PHP 5.3.10必須、5.6もしくは7.0以降推奨